# Penstemon crandallii
Penstemon crandallii är en grobladsväxtart som beskrevs av A. Nels.. Penstemon crandallii ingår i släktet penstemoner, och familjen grobladsväxter.

## Underarter
Arten delas in i följande underarter:
- P. c. atratus
- P. c. crandallii
- P. c. glabrescens
- P. c. procumbens
- P. c. taosensis

## Bildgalleri

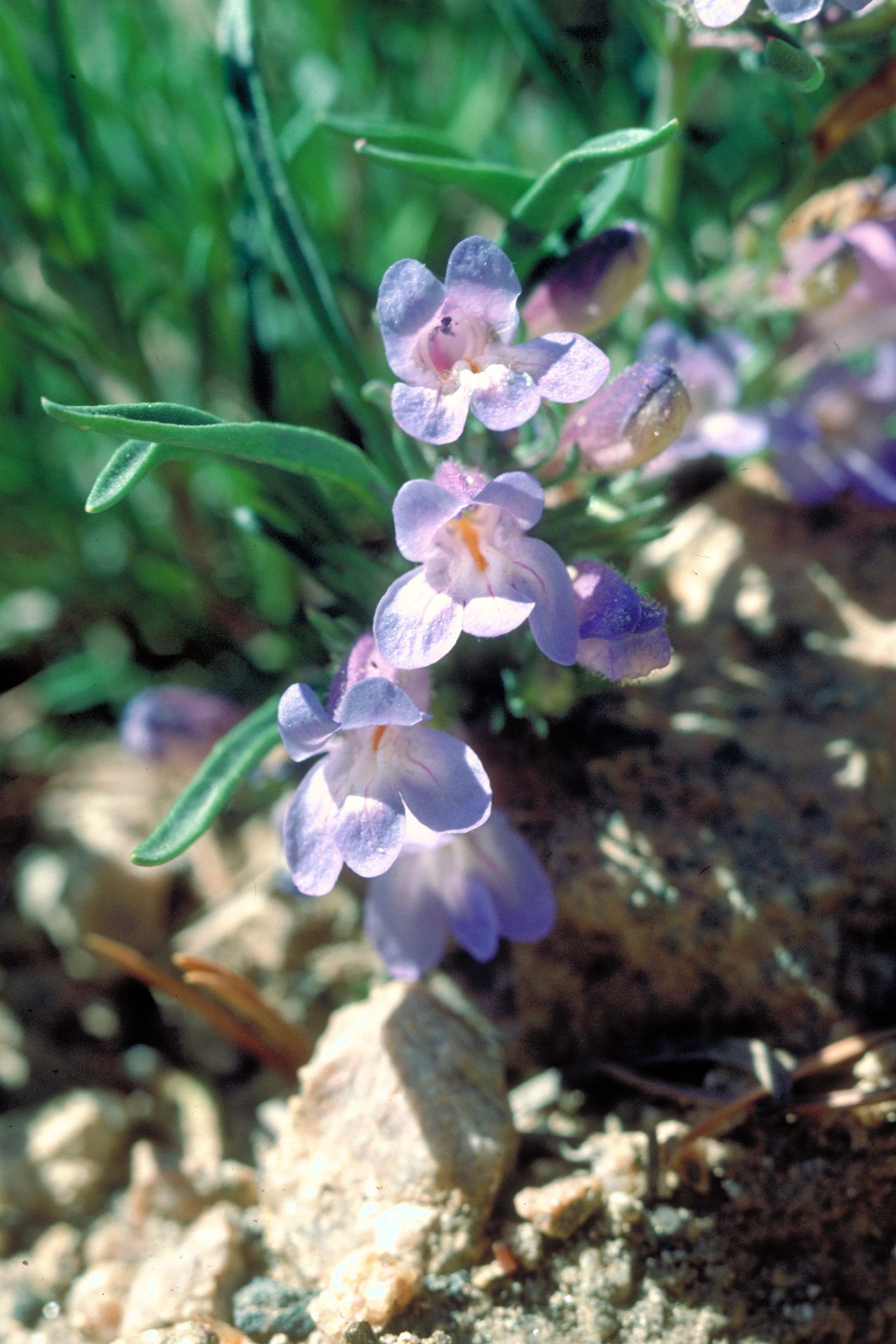